# Boo-Walter Eriksson
Bo Valter (Boo-Walter) Eriksson, född 16 november 1939 i Ramnäs församling i Västmanlands län, är en svensk pensionerad överste i Flygvapnet.
Eriksson har också varit moderat politiker och var oppositionsråd i Ronneby kommun 2002–2006.

## Biografi
Eriksson blev fänrik i Flygvapnet 1961. Han befordrades till löjtnant 1963, till kapten 1969, till major 1972, till överstelöjtnant vid Norrbottens flygflottilj (F 21) 1976 och till överste 1987.
Eriksson inledde sin militära som flygare vid Södertörns flygflottilj (F 18). 1979–1982 var Eriksson chef för Luftoperationsavdelningen vid Övre Norrlands militärområdesstab (Milo ÖN). 1982–1984 var han chef för Jaktsystemsdetaljen vid Flygstaben. 1986–1990 var han chef för Systemavdelning JAS vid Flygstaben. 1990–1998 var han flottiljchef för Blekinge flygflottilj (F 17). Eriksson avgick som överste 1998.
Eriksson är gift med Christina Granlund; tillsammans fick de två barn, Johan och Mattias Granlund.